# 2,4-Diklórfenoxiecetsav
A 2,4-diklórfenoxiecetsav (továbbiakban 2,4-D) általános növényvédő szer, kétszikű gyomok ellen a legszélesebb körben használt gyomirtó szer a világon, Észak-Amerikában a 3. leginkább használatban lévő kémiai növényvédő. A glifozát rezisztens GMO-k elterjedésével egyéb fajokban is nőtt a glifozát rezisztencia. A glifozát kiváltására széles körben használják a 2,4-D-t.

## Története, felhasználása
A második világháború után a szer használata gyorsan terjedt és növekedett alacsony árának, hatékonyságának és alacsony akut toxicitásának köszönhetően. Közel 1500 regisztrált herbicid tartalmazza hatóanyagaként a vegyületet.
A 2,4-D termékek éves kereskedelme a 90-es években megközelítette 300 millió US dollárt. A legnagyobb termelő az orosz Ufa volt 49 000 tonnával, azonban környezeti problémák miatt a termelést csökkentették. Napjainkban az amerikai Dow Chemical Co. állítja elő a legnagyobb mennyiségben a vegyszert 20 000 tonna/év mennyiségben. A 2,4-D úgynevezett auxin-analóg (az auxin olyan növényi hormon, mely serkenti a sejtek megnyúlásos növekedését), azaz szintetikus növényi hormon,  melyet 1941-ben fejlesztettek ki a terméshozam növelése céljából. Hamar rájöttek, hogy gyomirtóként még nagyobb szerepet tölthet be a vegyület a növénytermesztésben.1946-ban került kereskedelmi forgalomba és ez lett az első sikeres szelektív gyomirtó szer, mely lehetővé tette a búza, kukorica, rizs, és hasonlón egyszikű gabona-növények kétszikű gyomjai elleni hatékony védekezést. A vegyület felszívódik a leveleken keresztül és bekerül a növény merisztémáiba (osztódó szöveteibe). Azon kevés hatóanyagok közé tartozik, melyeket a növények gyökereikbe is szállítják. Hatására ellenőrizetlen, nem fenntartható növekedés alakul ki, ami szárcsavarodást, levélszáradást, végül a növény pusztulását eredményezi. A 2,4-D-t a permetező szerekben jellemzően dimetil-amin sójaként alkalmazzák, észter változata a gyomnövények levelén még könnyebben áthatol.

## Mellékhatásai
A klórfenoxi gyomirtókat az IARC 2B, lehetséges rákkeltőként osztályozza. A 2,4-D endokrin diszruptor anyag, és  további kockázata, hogy gyakran rákkeltő dioxinokkal szennyezett. A 2,4-D-t kapcsolatba hozták továbbá a Parkinson kór és a II-es típusú cukorbetegség kialakulásával is.
Az akut toxicitása elhanyagolható mind orális, dermális, és inhalációs expozícióra nézve. Nem bőr-irritáló, nem bőr-szenzibilizáló, valamint észter formája nem irritálja a szemet.
A Nemzetközi Rákkutató Ügynökség (IARC) a 2,4-D-t (az olyan fenoxil sav herbicidekkel, mint az MCPA és a  2,4,5-T)2B osztályba sorolta, mint lehetséges emberi rákkeltőt. Az Egyesült Államok Környezetvédelmi Hivatala (EPA) 2007-ben kiadott véleménye szerint a meglévő adatok nem támasztják alá, hogy a 2,4-D-expozíció és a rák kialakulása között összefüggés lenne. Egy széles körű tudós panel szerint bár nem bizonyított, de feltételezhető, hogy a 2,4-D rákot okoz. Karcinogenitási vizsgálatoknál patkányokat 2 éven keresztül etettek 2,4-D tartalmú táplálékkal, mely során megnövekedett a rosszindulatú daganatok kialakulása. A nőstények esetében szarkóma kialakulását figyelték meg. Rágcsálókkal végzett másik vizsgálat azt mutatta, hogy lehetséges okozója lehet az agytumornak, amennyiben 45 mg/testtömeg kg/nap dózisban voltak kitéve a szernek egész életükön át. Emberi hatásaira nézve rengeteg különféle vizsgálatot végeztek, melyek során a válaszok nem egybecsengőek. Ezért a humán vonatkozásra nézve a karcinogenitása nem tisztázott. Egy 1990-es nebraskai tanulmány a 2,4-D expozíciót a Non-Hodgkin limfóma (NHL) előfordulásával hozta összefüggésbe a vegyszert használó farmerek körében. 2000-ben a Dow Chemical Companyvizsgálatokat végzett 1517 olyan egykori alkalmazotton, akik 1945 és 1994 között részt vettek vegyi anyag gyártásában vagy fejlesztésében. A vizsgálatok során nem találtak szignifikáns összefüggést az NHL miatti halálozás valamint a 2,4-D expozíció között, viszont az amyotrophiás lateralsclerosis (mozgató idegsejtek pusztulásával járó betegség) kialakulásának veszélye megnövekedett.
A 2,4-D szerepel gyakorlatilag az összes endokrin diszruptor anyagokat tartalmazó listán.
Noha a laboratóriumi kísérletek egereken nem mutattak ki számottevő reprotoxikus hatást, egy tanulmány megállapította, hogy a munka során fokozott 2,4-D expozíció férfiaknál megnöveli a hibás spermiumok képződését.
Amerikai kutatások szerint azoknál a kertészeknél, gazdálkodóknál és rovarirtóknál, akik munkájuk során növényvédő szerekkel is dolgoznak, 80 százalékkal gyakrabban alakul ki a Parkinson-kór. A vizsgálatok során megállapították, hogy különösen nagy kockázatot jelent a 2,4-D és a paraquat hatóanyagú gyomirtók, illetve a permetrint tartalmazó rovarirtók használata. Ezek alkalmazása háromszorosára növeli az idegrendszeri megbetegedés kialakulásának esélyét. Laboratóriumi vizsgálatokban az említett mérgek károsították a dopamin előállításáért felelős sejteket, zavarva az izmok működtetését. A három anyag közül csak a parakvát használatát tiltották be az EU-ban.
Vizsgálatok szerint a korábbi 2,4-D kitettség növeli a II-es típusú diabétesz kialakulásának valószínűségét. A 2,4-D ugyanis megzavarja a lipid és glükóz lebontási folyamatokat.
Az IARC szerint a 2,4-D sem in vitro, sem in vivo nem mutagén, de a technikai hatóanyaga mutagén in vitro kísérletekben. Egyéb független vizsgálatok több élőlényen bizonyították mutagén hatását.
A 2,4-D egyéb hosszú távú vizsgálatai azt mutatják, hogy toxikus a szemre, pajzsmirigyre, vesére, mellékvesére, petefészekre és herére nézve.Patkányok esetében a LOAEL (lowest-observed-adverse-effect-level – az a legkisebb dózis, amely hatására már káros elváltozás megfigyelhető) szintet olyan vizsgálatokra alapozva állapították meg, mint járászavar neurotoxicitás vizsgálat során, kölykök esetében csontrendszeri rendellenességek valamint krónikus toxicitási vizsgálatokban csökkent súlygyarapodás. A LOAEL esetében kutyáknál csökkent súlygyarapodást, csökkent tápanyag fogyasztást figyeltek meg, míg nyulak esetében csökkent a motoros aktivitás, ataxia (agykárosodás miatt fellépő mozgáskoordinációs zavar) és vetélés lépett fel.
Reprodukciós toxikológiai vizsgálatok csak magasabb dózis esetében (188 mg/testtömeg kg/nap), megnövekedett a születés utáni elhalálozás aránya. Szintén patkányokon végzett vizsgálatok szerint a TDI érték 600-szorosa, 150 mg/testtömeg kg/nap dózis esetében 15-ből hat ivadék született csontvázrendszeri zavarokkal. Ebből arra következtettek a kutatók, hogy a szer emberekre is teratogén hatással lehet.
A 2,4-D féléletideje az emberi szervezetben egyes kutatások szerint 18-20 óra és az abszorbeálódott anyag 75-90%-a 4 napon belül a vizelettel kiürül a szervezetből. A szervezetbe bekerült 2,4-D legnagyobb hányada változatlan formában halad keresztül és ürül ki, a fennmaradó metabolitok és képződő másodlagos anyagcseretermékek toxicitása nem bizonyított.
A 2,4-D bomlási terméke a szintén lehetséges rákkeltő és endokrin diszruptor 2,4-diklórfenol.